# Il bacio di Cirano
Il bacio di Cirano è un film muto italiano del 1919 diretto da Carmine Gallone.